# John Grandy
John Grandy, né le 8 février 1913 à Londres et mort le 2 janvier 2004 à Slough, est un homme politique et militaire britannique qui fut gouverneur de Gibraltar d'octobre 1973 à mai 1978.